# Rosenwiller
Rosenwiller é uma comuna francesa na região administrativa de Grande Leste, no departamento Baixo Reno. Estende-se por uma área de 5,49 km². Em 2010 a comuna tinha 687 habitantes (densidade: 125,1 hab./km²).